# Абрамов, Геннадий Михайлович (писатель)
Геннадий Михайлович Абрамов (30 сентября 1940 года, Москва, СССР — 26 октября 2011 года, там же, Россия) — советский и российский прозаик.

## Биография
Родился 30 сентября 1940 года в Москве. Был эвакуирован, после возвращения в Москву поступил в школу.
В 1958 году поступил в Московский химико-технологический институт имени Д. И. Менделеева, который окончил в 1964 году.
С 1963 по 1973 год работал в должности инженера химика-технолога в проектном институте. В это время увлёкся литературой и стал сочинять рассказы.
С 1973 по 1975 год занимался продажей книг в Московском метрополитене. В это же время стал печататься в газетах и журналах.
В 1975 году окончил литературную студию при МГК ВЛКСМ и Московской писательской организации.
С 1975 по 1990-е годы работал в должности научного консультанта в журнале Сельская молодёжь.
С 1982 года член Союза писателей СССР. Лауреат премии Вольный стрелок.
Скончался 26 октября 2011 года в Москве.
Жена — Елена Владимировна Добужинская, которая посвятила памяти мужа свою книгу «Мои дорогие мальчики».

## Произведения
В 1979 году была издана первая книга рассказов «Теплом одеть», следом за ней вторая — «Нечаянные хлопоты» (обе в издательстве «Молодая гвардия»). Затем были изданы книги «День до вечера» (Советский писатель), роман «Птенец» (Молодая гвардия), «Безбожники» (Московский рабочий).
- Теплом одеть: рассказы — М.: Молодая гвардия, 1979. — 222 с.
- День до вечера: рассказы и повести — М.: Советский писатель, 1983. — 294 с.
- Нечаянные хлопоты: Рассказы / Послесл. С. Чупринина. — М.: Молодая гвардия, 1983. — 174 с.
- Птенец: Быль с понарошками (Озорной роман) / Худож. Е. Флёрова. — М. : Молодая гвардия, 1990. — 279 с.
- Безбожники: Рассказы / Худож. Е. Королькова. — М.: Московский рабочий, 1990. — 300 с.

## Критика
Уже на первую публикацию писателя появился отзыв:

Геннадий Абрамов принадлежит к тому поколению молодых людей, детство которых пало на послевоенные годы. По роду своей деятельности ему приходилось много ездить по стране. Пишет Геннадий Абрамов преимущественно в короткой форме, в жанре рассказа. Его рассказам свойственны знание жизни, нестандартность тем, ситуаций своеобразный язык.— Николай Воронов, писатель, возглавлял Совет по прозе молодых при московском отделении Союза писателей СССР - из предисловия к рассказу Г. Абрамова «Помощница», 1976
Первый сборник рассказов «Теплом одеть», вышедший в издательстве «Молодая гвардия» в 1979 году, был высоко оценён Л. Жуховицким:

«Теплом одеть» — книжка неровная, да иначе вряд ли и быть могло: ведь, пока она писалась, автор рос. Есть рассказы сильные и проникновенные, такие, как «Розы», «Долг», «Свидание». Есть и послабее — например, «Помощница» или «Во имя искусства». Но вещей пустых, ремесленных, написанных для увеличения листажа, нет вообще — за каждой стоит личная необходимость. Это даёт мне право повторить, что Геннадий Абрамов — новое имя в литературе. Именно в литературе, а не только в книжном потоке.— Леонид Жуховицкий, журнал «Юность», 1980 год

Я с ним не то чтобы дружил, но мы знались в течение трёх десятилетий, и могу подтвердить: человек был и умный, и тонкий, и чуткий, и энциклопедически образованный, и неизменно добротворный. Замечательный, если уж одним словом. Из самых лучших. И вот это как раз, боюсь, помешало ему, как должно утвердить своё имя в литературе.— Сергей Чупринин, главный редактор журнала «Знамя», писатель, литературовед, 2018 год